# Krwiożercze wampiry
Krwiożercze wampiry (ang. Vampire Bats) – amerykański horror z 2005 roku w reżyserii Erica Brossa. Wyprodukowany przez Sony Pictures Television.

## Opis fabuły
Luizjana. Grupa studentów z Tate University idzie razem na imprezę. Nagle jeden z nich zostaje zaatakowany przez nietoperza i ginie na miejscu. Ich wykładowczyni biologii, prof. Rierdon (Lucy Lawless), odkrywa, że zabójcami są zmutowane nietoperze. Wkrótce ofiarami bestii padają kolejne osoby.

## Obsada
- Lucy Lawless jako Maddy Rierdon
- Dylan Neal jako Dan Dryer
- Liam Waite jako Game Warden
- Timothy Bottoms jako Hank Poelker
- Craig Ferguson jako wędkarz
- Brett Butler jako Shelly Beaudraux
- Tony Plana jako szeryf Herbst
- Jessica Stroup jako Eden
- Bobby Campo jako Don
- Stephanie Honoré jako Jossie